# 沼野村
沼野村（ぬまのむら）は、かつて大阪府にあった村である。現在の岸和田市沼町、筋海町、下野町、岸野町、上野町西、上野町東、藤井町、別所町にあたる。
村名は、岸和田城下の北町と並松町に隣接し人口が多かった沼村と野村から一字ずつ取られた。
なお、1668年（寛文8年）に沼村から岸和田城下へ編入されて成立した並松町は、町村制施行の際も岸和田町の一部となったが、氏神社はもと岸和田村領内を氏地とする岸城神社ではなく、もと沼村領内であるため岸和田天神宮となる。

## 歴史
- 1889年（明治22年）4月1日 町村制施行により、南郡沼村、野村、藤井村、別所村が合併して、南郡沼野村が発足。大字沼に村役場を設置。
- 1896年（明治29年）4月1日 郡の統廃合により、所属郡が泉南郡となる。
- 1912年（明治45年）1月1日 泉南郡岸和田町、岸和田浜町、岸和田村と合併し、岸和田町となる。

## 大字改編による変遷
岸和田町合併後の1913年（大正2年）1月1日、岸和田町大字沼・野・藤井・別所に以下の6町が起立された。
- 沼町：大字沼。ただし、字筋違町・飼差町・瓦屋敷を除く。
- 筋海町：大字沼字筋違町・飼差町・瓦屋敷。城下廻りの市街化した区域。
- 下野町：大字野の浜側。紀州街道沿いは野村町と呼ばれ市街化していた。
- 上野町：大字野の山側。
- 藤井町：大字藤井。
- 別所町：大字別所。

その後、1969年（昭和44年）に下野町の一部から岸野町が分立され、上野町が東西に分割された。

## 交通

### 鉄道路線
現在は南海電気鉄道南海本線和泉大宮駅が所在するが、当時は未開業。

### 道路
- 紀州街道
- 牛滝街道